# Плакун волзький
Плакун волзький, щебрик черговолистий як Peplis alternifolia (Lythrum volgense) — вид трав'янистих рослин родини плакунові (Lythraceae), поширений у східній Європі та західній Азії.

## Опис
Однорічна рослина 2–18 см заввишки. Стебла з дуже вкороченими міжвузлями й розпростертими гілками. Листки чергові, лінійно-клиноподібні або вузько-лопаткоподібні, 0.4–1.2 см завдовжки, до основи звужені в черешок, який у кілька разів перевищує міжвузля. Чашечка 0.7–1.5 мм завдовжки, її зубчики гостро-трикутні. Пелюстки нерозвинені. Тичинок 2. Коробочка майже куляста, часто малиново-червона. 

## Поширення
Поширений у східній Європі та західній Азії.
В Україні вид зростає на відкритих вологих місцях — по Дніпру і його лівих притоках, Сіверському Донцю з притоками, б. м. часто; на Правобережжі в районах, прилеглих до Дніпра, зрідка.